# Congregation (Foo Fighters)
Congregation è un singolo del gruppo musicale statunitense Foo Fighters, pubblicato il 31 ottobre 2014 come secondo estratto dall'ottavo album in studio Sonic Highways.

## Descrizione
Il brano è stato registrato a Nashville presso lo studio Southern Ground di proprietà di Zac Brown, che appare come musicista aggiuntivo, e si caratterizza per una forte presenza di chitarre a dodici corde.

## Tracce
1. Congregation – 5:12

## Formazione
Gruppo
- Dave Grohl – voce, chitarra
- Taylor Hawkins – batteria
- Nate Mendel – basso
- Chris Shiflett – chitarra, devil pickin'
- Pat Smear – chitarra

Altri musicisti
- Rami Jaffee – pianoforte, organo
- Zac Brown – devil pickin', cori
- Drew Hester – percussioni

Produzione
- Butch Vig – produzione
- Foo Fighters – produzione
- James Brown – registrazione, missaggio
- Dakota Bowman – assistenza tecnica
- John "Lou" Lousteau – assistenza tecnica
- Gavin Lurssen – mastering
- Reuben Cohen – mastering
- Brandon Bell – assistenza tecnica
- Ben Simonetti – assistenza tecnica
- Matt Mangano – assistenza tecnica

## Classifiche

### Classifiche settimanali
| Classifica (2014-15)             | Posizione massima |
| -------------------------------- | ----------------- |
| Austria                          | 73                |
| Belgio (Fiandre)                 | 72                |
| Canada (rock)                    | 1                 |
| Germania                         | 97                |
| Stati Uniti (alternative)        | 5                 |
| Stati Uniti (mainstream rock)    | 1                 |
| Stati Uniti (rock & alternative) | 25                |

### Classifiche di fine anno
| Classifica (2015)                | Posizione |
| -------------------------------- | --------- |
| Stati Uniti (rock & alternative) | 69        |

## Date di pubblicazione
| Paese       | Data di pubblicazione | Formato           |
| ----------- | --------------------- | ----------------- |
| Mondo       | 31 ottobre 2014       | Download digitale |
| Regno Unito | 9 marzo 2015          | Airplay           |